# Doblone
Il doblone (in spagnolo doblón) era una moneta d'oro spagnola che fungeva da multiplo dell'escudo.

## Storia

### Spagna
Il XVI secolo rappresentò per l'Impero spagnolo l'inizio del secolo d'oro. Nel 1537, in questo contesto di forte crescita economica, l'imperatore Carlo V d'Asburgo riformò il sistema monetario aureo spagnolo introdotto dai Re cattolici, basandolo sull'escudo (in italiano scudo) una nuova unità monetaria costituita da 3,38 g d'oro a 22 carati. La grande quantità di oro proveniente dall'America causò una svalutazione dello scudo, così durante il regno di Filippo II di Spagna (1556-1598) iniziarono ad essere coniati come multipli dell'escudo i primi dobloni.
I dobloni coniati da Filippo II furono il doblone (in spagnolo doblón) equivalente a due scudi e quindi chiamato anche scudo da due (in spagnolo escudo de a dos) e il doblone da quattro (in spagnolo doblón de a cuatro) equivalente a quattro scudi. Nei primi anni del XVII secolo durante il regno di Filippo III di Spagna a causa dell'eccessiva svalutazione dell'oro si iniziò a coniare anche il doblone da otto (in spagnolo doblón de a ocho), equivalente a otto scudi, pesava 27,04 g (circa un onza, altro nome con cui era conosciuto) ed era per quantità d'oro la moneta di maggior valore circolante al tempo in Europa e in America.
Il termine doblone fu mantenuto anche nel XIX secolo e a partire dal 1848 fu emesso come moneta d'oro dal valore di 100 reales o di 10 scudi d’argento.

### Italia
In Italia nel XVI secolo il Ducato di Milano, il Regno di Napoli, il Regno di Sicilia e il Regno di Sardegna erano parti integranti dell'Impero spagnolo, di conseguenza furono anch'essi coinvolti dalla riforma del sistema monetario voluta da Carlo V. In Italia però i nomi spagnoli delle monete furono italianizzati: il doblón spagnolo, ovvero l'escudo de a dos, fu chiamato pistola, mentre per doppia si intendeva la moneta di ugual valore coniata in Italia; la moneta italiana equivalente al doblón de a cuatro invece fu chiamata semplicemente doblone, ma anche doppione, doppia da due e quadrupla; infine il doblón de a ocho era conosciuto come oncia d'oro.
I dobloni italiani furono coniati a partire dal 1645 nello Stato pontificio da papa Innocenzo X, altri furono coniati anche nel Ducato di Modena da Francesco I d'Este dove però equivalevano a 8 scudi.

## Letteratura
Nel romanzo di Herman Melville, Moby Dick il novantanovesimo capitolo è intitolato The Gold Doubloon (in italiano: Il Doblone d'Oro) e descrive una moneta d'oro spagnola coniata a Quito dal valore di 16 reales.